# Flat Eric

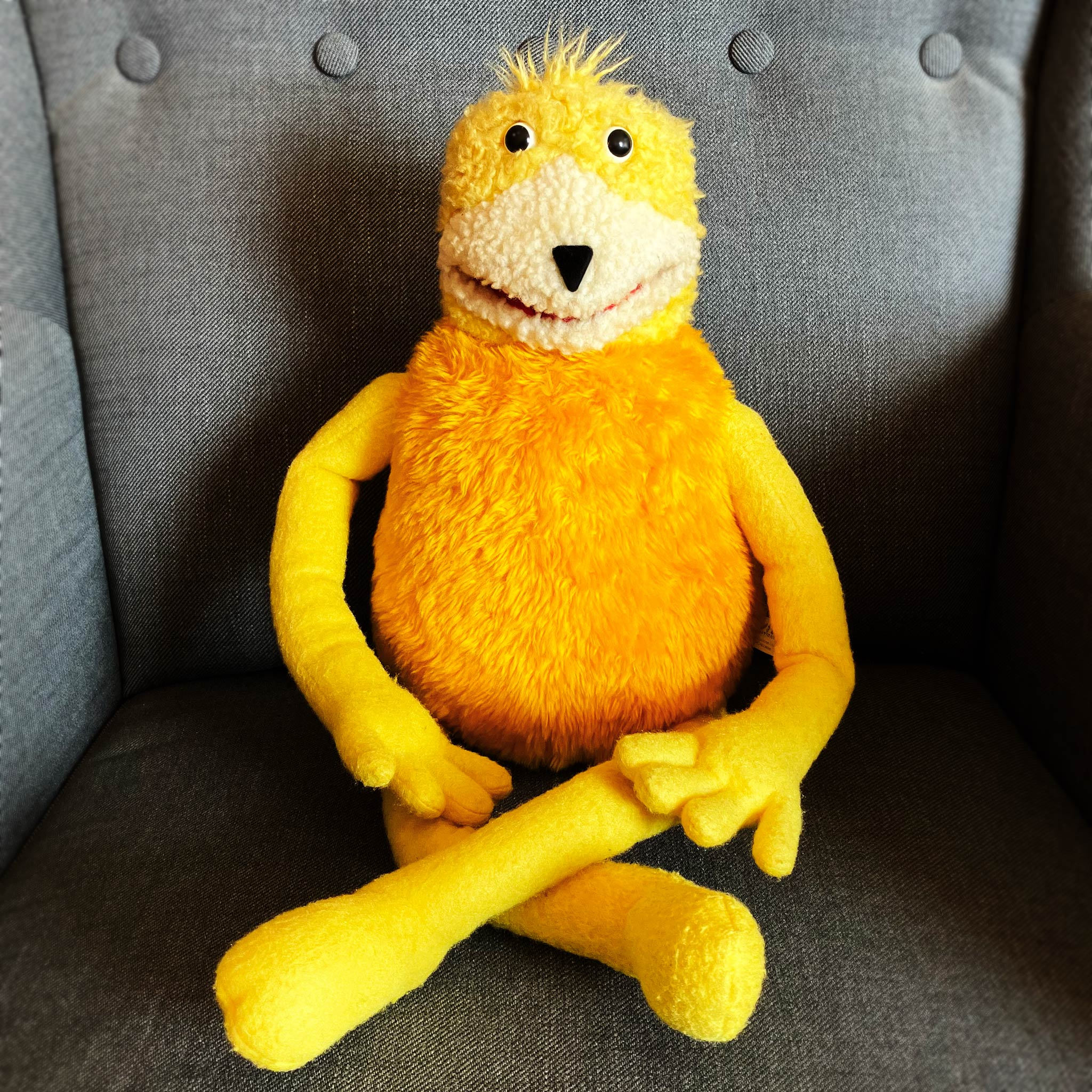
Flat Eric

Flat Eric (pol. Płaski Eryk) – żółty "muppet" stworzony przez Janet Knechtel z Jim Henson's Creature Shop, będący bohaterem teledysków Mr. Oizo oraz serii reklam firmy Levi's dotyczących spodni z serii Sta-Prest – niemarszczących się dżinsów. 

## Historia
Muppet ten po raz pierwszy pojawił się w 1998 roku w teledysku do piosenki M Seq artysty Quentina Dupieux znanego pod pseudonimem Mr Oizo (Eric nosił w nim imię Stephane). Najbardziej znanym jest jednak Flat Beat z 1999 roku. Piosenka z teledysku została wykorzystana w reklamie Levi's, odnosząc się zarówno do maskotki jak i piosenki (flat po angielsku oznacza płaski, wykorzystano to aby wypromować serię niemarszczących się dżinsów).
Flat Eric pojawił się również w pierwszej serii brytyjskiego serialu Biuro.
Osobą kierującą muppetem jest Richard Coombs.
Od 2000 roku jest maskotką zespołu akrobacyjnego Sił Powietrznych Szwajcarii - Patrouille Suisse.